# Alsedo (A)
El Alsedo era un destructor de la Clase Alsedo que perteneció a la Armada española, y que durante la guerra civil española luchó con el bando republicano. 

## Historial
En enero de 1925, junto al crucero ligero Reina Victoria Eugenia, acudió a Lisboa a los actos de la conmemoración del IV Centenario de Vasco de Gama.
Participó en el desembarco de Alhucemas (septiembre de 1925) junto al Velasco, y dio apoyo logístico al Plus Ultra en su travesía desde España a Argentina (enero-febrero de 1926). En febrero de 1927 quedó integrado en la División de Contratorpederos y al mismo tiempo en la Escuela de Guerra Naval. Con la llegada de la II República queda destinado en la División de Submarinos. 
Al estallar la guerra civil en julio de 1936 se encuentra en Cartagena, mandado por el capitán de corbeta Emilio Cano-Manuel Aubarede. El 18 de julio fue enviado al Mar de Alborán, y días más tarde, tras pasar por Almería, llegó a Málaga, en donde su jefe y la mayor parte de la oficialidad fue apresada por ser favorable a la sublevación. El mando del barco lo tomó días después el alférez de navío Alberto Caso Montaner. Durante el resto del mes y primeros días de agosto realizó misiones de escolta y patrulla por el Estrecho. El 9 de agosto llegó a Tánger con una grave avería sufrida por sabotaje de su jefe; el destructor Lepanto lo remolcó a Málaga y permaneció largo tiempo en reparación. El resto de la guerra lo pasó en la base de Cartagena, por lo que permaneció poco tiempo activo debido a la gran cantidad de averías que sufría. Los jefes de este barco fueron también el alférez de navío Federico Vidal (agosto de 1936) y el teniente de navío Enrique Monera (en junio de 1937).
Llevaba pintada la letra A en las amuras de proa antes de la guerra. 
Apresado por los nacionales en Cartagena al finalizar la guerra, pasó a la Marina de la España de Franco, fue trasladado al Ferrol para su remodelación. Se mejoró su artillería antiaérea, y volvió al servicio en diciembre de 1943. En 1957 fue dado de baja.

### Buques de la clase
- Velasco (V)
- Lazaga (L)

### Listas relacionadas
- Anexo:Destructores de España